# Superstam (biologie)
Een superstam is een taxonomische rang of een taxon in de taxonomie. Een superstam is een rang tussen een onderrijk en een stam.
Er worden binnen het domein van de Eukaryoten vijf superstammen onderscheiden:
1. Unikonta met de rijken dieren of Animalia, Schimmels of Fungi en Amoebozoae
2. Excavata
3. Chromalveolata met onder andere de ooit ook als supergroep onderscheiden Rhizaria
4. Archaeplastida met onder andere de groenwieren of Chlorophyta, roodwieren of Rhodophyta en Viridiplantae